# Chapter 10: The Passenger
"Chapter 10: The Passenger" es el segundo episodio de la segunda temporada de la serie de televisión estadounidense en streaming The Mandalorian. Fue escrita por el showrunner Jon Favreau y dirigida por Peyton Reed. Fue lanzado en Disney+ el 6 de noviembre de 2020. El episodio está protagonizado por Pedro Pascal como el Mandaloriano, un cazarrecompensas solitario que huye con "El Niño".

## Trama
Al regresar de Mos Pelgo, el Mandaloriano somete a un grupo de bandidos que intentan capturar al Niño. Con su moto deslizadora destruida, el Mandaloriano regresa caminando a Mos Eisley y encuentra a Peli Motto jugando a las cartas con el Dr. Mandible, que tiene información sobre los mandalorianos que busca.
Para ello, El mandaloriano debe transportar a una pasajera, la Dama Rana, a una luna estuario llamada Trask donde su esposo fertilizará sus huevos y tiene información sobre otros mandalorianos. Sus engendros son frágiles y deben ser transportados a velocidades inferiores a la luz, a pesar del riesgo de ser atacados por piratas en el camino. Durante el viaje, El Niño se asombra con los huevos y se come subrepticiamente algunos de ellos. Se encuentran con una patrulla de la Nueva República y Mando se inquieta con las preguntas que le hacen, por lo que el Razor Crest se ve obligado a huir a un planeta cercano y esconderse en un cañón de hielo. La nave se estrella contra el hielo y sufre graves daños. El Mandaloriano quiere esperar hasta la mañana para hacer las reparaciones, debido al frío extremo.
La pasajera usa la cabeza cortada del droide Q9-0 como traductor y le dice que no pueden esperar por todo lo que han pasado tanto ella como su esposo, amonestando al Mandaloriano por romper su palabra, y de mala gana comienza las reparaciones. Más tarde encuentran a la Dama Rana en una piscina de agua caliente cercana, bañándose con sus huevos. El Mandaloriano le advierte que no es seguro y recoge los huevos. El Niño explora la cueva de hielo y encuentra otro tipo de huevo, que se come. Los huevos cercanos eclosionan y pronto la cueva se llena de arañas blancas de varios tamaños. Son perseguidos por estas arañas y una araña gigante, las arañas los rodean por todos lados, pero logran llegar a la cabina del barco. Una araña se sube al Niño, pero la Dama Rana lo vaporiza con un pequeño desintegrador.
Mientras tratan de despegan, la araña gigante ataca la nave y los atrapa, pero son salvados por los pilotos X-wing, quienes matan a las arañas con fuego láser. Tras ello, le informan que hay una orden de arresto contra el Mandaloriano por liberar a un prisionero peligroso. Pero también notan que el Mandaloriano confinó a otros tres criminales y defendió al guardia de la prisión, por lo que están dispuestos a pasar por alto el incidente. El Mandaloriano les pide ayuda, pero se van, advirtiendo que la próxima vez podrían vaporizar su nave. Termina las reparaciones y el barco severamente dañado continúa el viaje. La pasajera y el Mandaloriano se quedan dormidos; el Niño de alguna manera ha robado otro huevo que se traga felizmente.

## Producción

### Desarrollo
El episodio fue escrito por el creador de la serie Jon Favreau y dirigido por Peyton Reed.
Las arañas blancas nudosas son una especie llamada Krykna y se basan en el arte conceptual de Ralph McQuarrie. Originalmente fueron diseñados para aparecer en los pantanos del planeta Dagobah en The Empire Strikes Back (1980).
Phil Szostak, gerente de arte creativo de Lucasfilm, comparó al Niño que come los huevos de la Dama Rana con comer huevos de gallina, "pero obviamente, las gallinas no son seres sintientes y el Niño que come los huevos es intencionalmente perturbador, con un efecto cómico".

### Casting
Los actores coprotagonistas elegidos para este episodio son Amy Sedaris que regresa como Peli Motto, Misty Rosas como Frog Lady y Richard Ayoade que regresa como la voz de Q9-0. El elenco de actores invitados adicionales para este episodio incluye a Paul Sun-Hyung Lee como el Capitán Carson Teva y Dave Filoni que regresa como Trapper Wolf. Lateef Crowder, Barry Lowin y Brendan Wayne están acreditados como dobles de acción para El Mandaloriano. Dee Bradley Baker proporcionó la voz de Frog Lady.

### Música
Ludwig Göransson compuso la partitura musical del episodio. Las pistas destacadas se lanzaron el 20 de noviembre de 2020 en el primer volumen de la banda sonora de la segunda temporada.

## Recepción
En Rotten Tomatoes, el episodio recibió una calificación de aprobación del 85% según las reseñas de 53 críticos, con una calificación promedio de 6.9/10. El consenso de los críticos del sitio web dice: "'The Passenger' tiene escenarios a montones, pero los espectadores que buscan más impulso narrativo pueden encontrar su espectacular giro de la rueda más frustrante que divertido".
Lauren Morgan de Entertainment Weekly le dio al episodio una crítica positiva y escribió: "El segundo episodio de la temporada todavía se las arregla para ser bastante entretenido por sí solo, ya que el apetito de Baby Yoda causa caos y Mando encuentra a la Nueva República pisándole los talones". Huw Fullerton de Radio Times le dio 3 de 5 y escribió: "Si bien el episodio dos sigue siendo toda la diversión llena de acción que esperamos de The Mandalorian... definitivamente es una historia más pequeña e independiente como Mando (Pedro Pascal) lucha contra las arañas de hielo mortales con un cargamento precioso".
Tyler Hersko de IndieWire le dio al episodio una calificación de "C", elogiando el enfoque centrado en el terror del episodio pero criticando la falta de impulso y desarrollo del personaje. Cooper Hood de Screen Rant calificó el episodio de "decepcionante" y afirmó que "se siente más como un episodio de relleno que uno que es vital para la narrativa de la temporada 2 de The Mandalorian".
The Frog Lady fue recibida positivamente por los fanáticos. Huw Fullerton de Radio Times criticó el hecho de no darle al personaje un nombre propio, fuera de la tradición de nombres de personajes interesantes en Star Wars.